# Klasztor franciszkanów w Braniewie
Klasztor franciszkanów w Braniewie – średniowieczny klasztor franciszkański w Braniewie. W 1565 przejęty przez jezuitów. W 1809 kościół został zburzony. Współcześnie zachowany jedyny fragment klasztoru to Wieża Klesza.

## Historia klasztoru
Franciszkanów do Braniewa sprowadził biskup warmiński Henryka I Fleming w 1296 roku. Byli podporządkowani prowincji saksońskiej zgromadzenia. Nie wiadomo, gdzie znajdowała się ich pierwsza siedziba. Po kilku latach wybuchł spór klasztoru z władzami miasta. Mieszczanie Braniewa odwoływali się do przywileju z 1280 roku zapisanego w dokumencie lokacyjnym miasta, który mówił o zakazie zakładania w jego obrębie, bez woli i zgody mieszczan, wszelkich wspólnot klasztornych. Poglądy mieszkańców podzielał wieloletni proboszcz braniewski Eberhard z Nysy. Spór mieli rozstrzygnąć powołani przez obie strony sędziowie rozjemczy, jednak, ze względu na brak porozumienia między nimi, rozsądził go biskup warmiński, którym po śmierci Henryka Fleminga został właśnie proboszcz braniewski Eberhard. Zgodnie z treścią zawartego porozumienia, spisanego na zamku w Braniewie 28 kwietnia 1301, franciszkanie oddali działkę w mieście, jednocześnie rezygnując z dochodzenia do niej wszelkich praw, a w zamian otrzymali od miasta inną, położoną na północ od niego, przy rzece Pasłęce. Do miasta mieli najbliższe wejście przez bramę Mniszą (Mönchentor). Budynek klasztoru w mieście został zburzony. Wieść o tym zdarzeniu doszła do Rzymu, a zbulwersowany tym faktem papież Klemens V wystosował bullę 19 czerwca 1310 oskarżającą zakon oraz mieszczan braniewskich. Usytuowanie klasztoru tuż przy murach nie było dobrym pomysłem, ponieważ zakonnicy pozostawali narażeni na różne ataki, a zdobyty przez wroga stanowiłby doskonały przyczółek do ataku na miasto. Postanowienia z 1301 roku nie okazały się więc trwałe i dopiero trzecia lokalizacja klasztoru okazała się ostateczna. W 1330 rada miasta wyznaczyła klasztorowi plac w obrębie murów, konwent franciszkanów został przeniesiony z powrotem do miasta. W tej lokalizacji klasztor franciszkański istniał do 1565 roku, gdy został przejęty przez sprowadzonych do Braniewa przez biskupa Hozjusza jezuitów. 

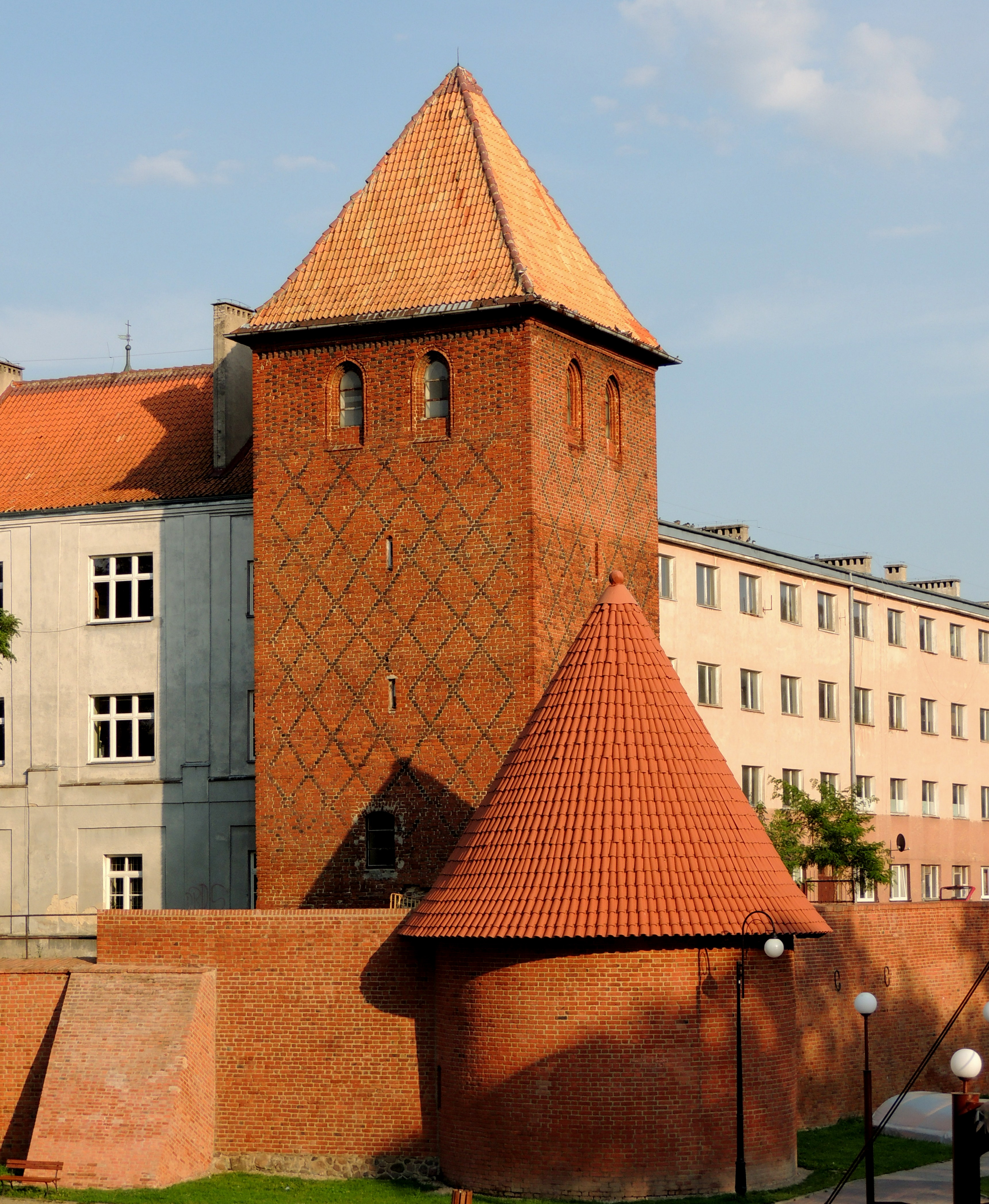
Wieża Klesza (na planie kwadratu) – jedyny zachowany fragment klasztoru franciszkańskiego

Zabudowania klasztorne składały się z trzech połączonych ze sobą domów, w których było 50 cel dla mnichów oraz kilka pomieszczeń wspólnych, jak refektarz i biblioteka. Kościół pod wezwaniem Najświętszej Maryi Panny (widoczny na planie Stertzla z 1635 roku) nie miał typowej wieży, a jedynie wysoką, smukłą wieżyczkę. Świątynia miała 9 długich gotyckich okien i tyle samo przypór muru. Była to budowla dłuższa od największego obecnie kościoła św. Katarzyny w Braniewie, miała 67 metrów długości (z czego chór zajmował 24,5 metra) oraz 12,5 metra szerokości. 
W latach 1399–1409 franciszkanie braniewscy otrzymywali, podobnie jak i inne klasztory, z kasy wielkiego mistrza najczęściej po 2 grzywny. Dawało to rocznie dochód w wysokości 12 grzywien. Nie była to duża suma w ogólnych wydatkach kasy wielkiego mistrza. Prawdopodobnie w poprzednich latach franciszkanie otrzymywali od Krzyżaków podobną dotację, ale czy również później, tj. po ich krachu finansowym, spowodowanym przegranymi wojnami z państwem polsko-litewskim, pozostaje wątpliwe.
Rozlewająca się w XV i XVI w. po Europie reformacja nie ominęła Braniewa, liczba zakonników zaczęła gwałtownie maleć. Perspektywa całkowitego opustoszenia klasztoru stawała się realna, a na majątek klasztoru sposobili się zarówno mieszkańcy, jak i duchowni diecezjalni. Kapituła warmińska zainteresowała majątkiem zakonu biskupa warmińskiego Stanisława Hozjusza, który 8 stycznia 1565 osadził w klasztorze franciszkańskim jezuitów. W klasztorze pozostawało w tym czasie tylko dwóch franciszkanów – ojciec Szymon Neumeister, którego przeniesiono do klasztoru w Lubawie, oraz 80-letni brat Bernard. On to miał znać miejsce ukrycia skarbca zakonnego i z tego powodu jezuici nie chcieli go wypuścić, zatrzymując go w klasztorze. Brat Bernard żył jeszcze dwa lata, był dobrze traktowany przez nowych właścicieli, a tuż przed śmiercią wskazał zamurowany w ścianie klasztoru schowek, w którym zgromadzone było 1330 grzywien. Jezuici przejęli cały zgromadzony majątek zakonu franciszkańskiego, tj.: kościół Najświętszej Maryi Panny, zabudowania klasztoru oraz szereg rzeczy ruchomych, w tym ich kompletną bibliotekę, to jest regały z książkami. Było to 300 woluminów, wśród nich wiele cennych inkunabułów oraz średniowiecznych książek rękopiśmiennych. Biblioteka ta zawierała m.in. część księgozbioru pozostawionego miastu w spadku przez kanonika warmińskiego Tomasza Wernera, zmarłego w 1498.

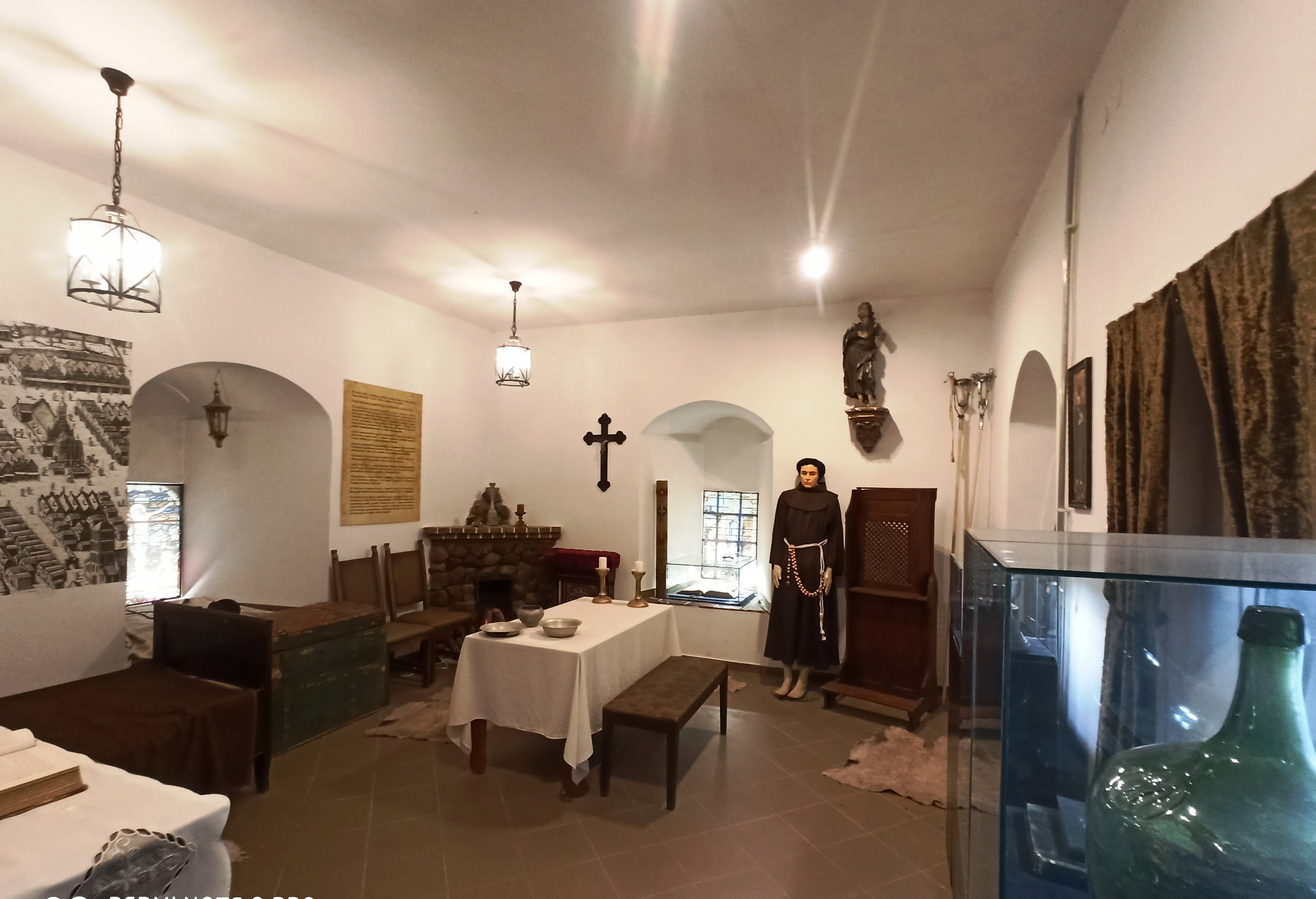
Cela franciszkańska na II piętrze Wieży Kleszej w Muzeum Ziemi Braniewskiej – pamiątka po obecności zakonników w mieście

21 stycznia 1613 w podziemiach pofranciszkańskiego kościoła pw. Najświętszej Maryi Panny w Braniewie została pochowana Regina Protmann, przełożona Zgromadzenia Sióstr św. Katarzyny Dziewicy i Męczennicy, późniejsza błogosławiona. Jezuici, poza członkami własnego zgromadzenia, chowali tam jedynie zasłużonych dobroczyńców swojego kolegium. Doczesne szczątki matki Reginy spoczywały tam do 1809 roku, czyli do czasu rozbiórki kościoła.
Budynki klasztorne, z wyjątkiem kościoła Najświętszej Maryi Panny oraz Wieży Kleszej, zostały wyburzone w 1743 roku, a na ich miejscu wzniesiono nowy obiekt kolegium jezuickiego. Kościół zachował się do 1809 roku. Gdy od przyboru wód podziemnych (co z kolei było skutkiem zasypania studni w pobliżu przy starym kolegium) niszczała posadzka i mury kościoła, rząd królewski 23 lutego 1809 nadesłał polecenie jego rozbiórki. Wyposażenie kościoła zostało sprzedane innym parafiom na Warmii, np. organy kupił dziekan elbląski, ks. Andrzej Rehaag, a zaplecki (oparcia) stall dziekan olsztyński, ks. Joachim Scholler, i zachowały się one do dziś w kościele św. Jakuba w Olsztynie. Likwidatorem był urzędnik pruski, były duchowny Kornelius Burgund, który, nie darząc sympatią stanu, z którego wystąpił, wyprzedawał majątek świątyni jak najdalszym parafiom. Dyrektor gimnazjum, Johann Schmülling, w liście do ministra Johanna Heinricha Schmeddinga rozbiórkę tak pięknego i możliwego do uratowania kościoła określił jako wandalizm.

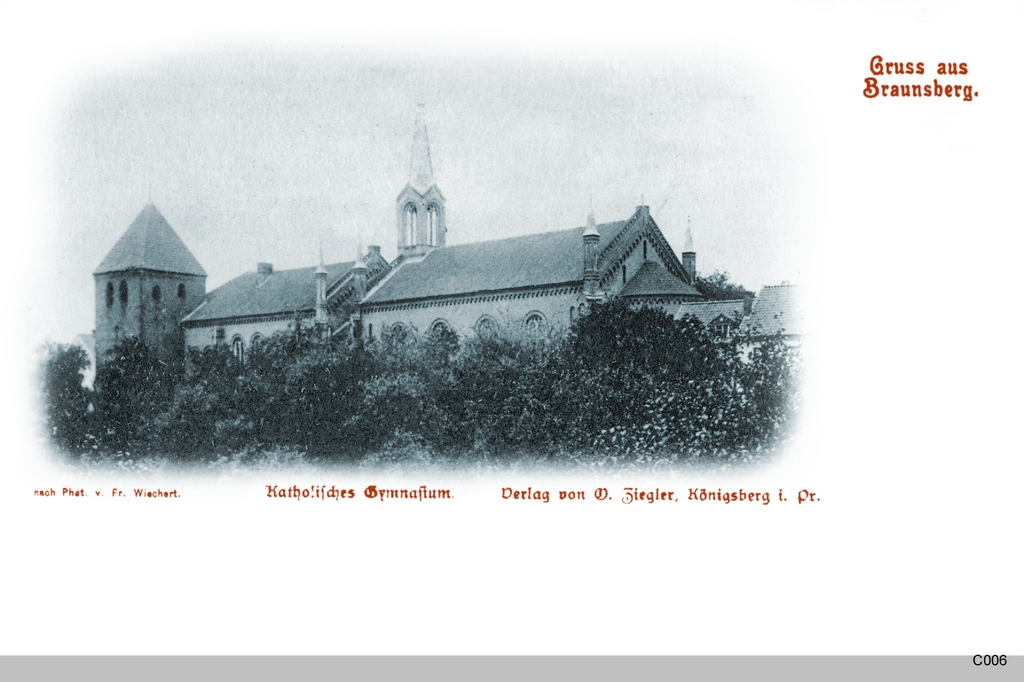
Kościół gimnazjalny

W latach 1861–1863 na miejscu średniowiecznego franciszkańskiego kościoła wzniesiono znacznie skromniejszą kolejną świątynię. Kościół gimnazjalny został zorientowany poprzecznie do poprzedniego sakralnego obiektu franciszkanów, to jest wzdłuż murów obronnych miasta. Jednak i on nie dotrwał do czasów współczesnych. Gdy 5 lutego 1945 rozpoczęła się ofensywa Armii Czerwonej i naloty bombowe na miasto, doznał poważnych uszkodzeń. Po wojnie ta niszczejąca świątynia, mimo zachowanych murów, stała bez opieki i w latach 60. została rozebrana. Na miejscu kościoła gimnazjalnego postawiono następnie typowy dla czasów PRL-u blok mieszkalny, pełniący funkcję internatu szkolnego.

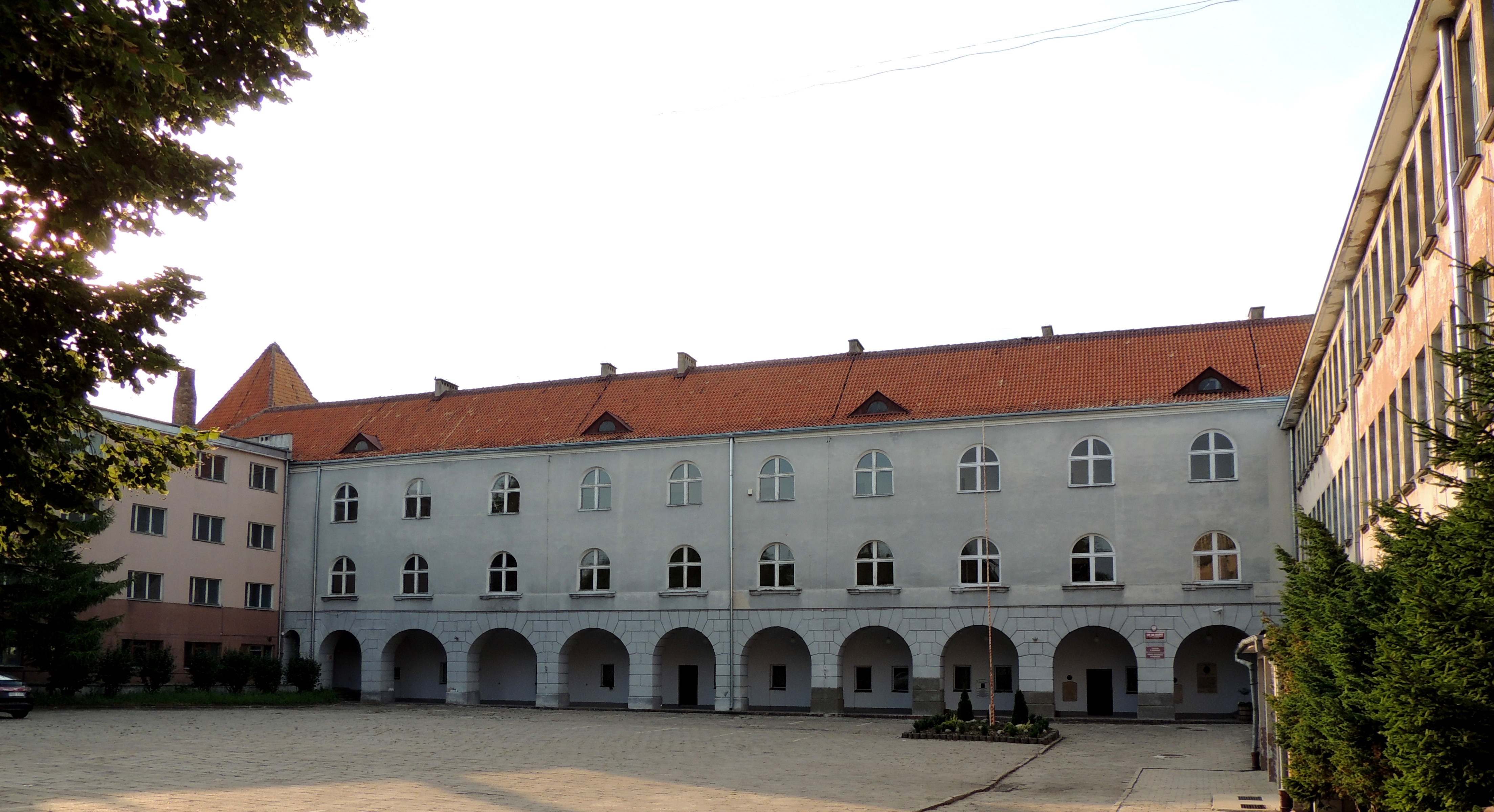
Dziedziniec dawnego Liceum Hosianum – miejsce, na którym znajdował się kościół NMP

Współcześnie miejsce kościoła Najświętszej Marii Panny zajmuje dziedziniec – parking Zespołu Szkół Zawodowych w Braniewie. W dniach 23–24 czerwca 2019 roku zostały przeprowadzone w tym miejscu bezinwazyjne prace poszukiwawcze krypt znajdujących się pod dawnym kościołem. Badania za pomocą georadaru wskazały istnienie na dziedzicu pozostałości dwóch obiektów (budowli). Ponadto odkryto dwa miejsca, gdzie prawdopodobnie znajdują się krypty dawnego kościoła.